# 부다
부다(산스크리트어: बुध)는 힌두교에서 행성을 관장하는 신들의 집단인 나바그라하의 일원으로, 수성을 관장하는 신이다. 부다는 산스크리트어로 수성 자체를 의미하는 단어이기도 하다.

## 같이 보기
- 나바그라하